# 10050 Rayman
A 10050 Rayman (ideiglenes jelöléssel 1987 MA1) a Naprendszer kisbolygóövében található aszteroida. Eleanor F. Helin fedezte fel 1987. június 28-án.